# Jean-Rodolphe Kars
Jean-Rodolphe Kars, né à Calcutta (Inde) en 1947, français d’origine juive autrichienne, est un pianiste et un prêtre catholique, membre de la Communauté de l’Emmanuel.

## Biographie
Les parents de Jean-Rodolphe Kars étaient tous les deux des Juifs viennois ayant fui l'Autriche après l'Anschluss en 1938. À Calcutta, Gustav Kars (né en 1913 à Shanghai) rencontra Mila, médecin qualifié (ayant choisi de travailler dans un hôpital de la Croix-Rouge en Inde à la suite de son veuvage en Nouvelle-Zélande). Jean-Rodolphe - le premier fils de Gustav, et le second enfant de Mila - naquit en 1947.
Estimant que l'Europe offrirait à ses enfants la possibilité de faire des études supérieures, la famille Kars quitta l'Inde pour la France dès 1948. Les Kars vécurent quelques années au Chambon-sur-Lignon, petite ville de Haute-Loire, puis finalement s'installèrent à Paris en 1953, où Gustav trouva un emploi dans une école privée juive. La famille vivait plutôt modestement, mais les capacités musicales de Jean-Rodolphe étaient manifestes ; et il fut admis au Conservatoire de Paris, où il étudia de 1958 à 1964. Il étudia également avec Julius Katchen. À partir de 1974, Jean-Rodolphe Kars étudia avec le pianiste et pédagogue français Jean Fassina ; selon Kars, son enseignement fut le plus important et source de la plus grande inspiration dans sa formation musicale.
À l'âge de 19 ans, Jean-Rodolphe Kars prit part au deuxième Concours international de piano de Leeds (1966). Dans des circonstances quelque peu controversées, Kars reçut le quatrième prix, le premier prix revenant à l'Espagnol Rafael Orozco, le second prix étant accordé de façon conjointe aux Russes Viktoria Postnikova et Semion Kruchin, et le troisième au Russe Alexeï Nassedkine (en).
Les débuts de Kars à Londres eurent lieu en 1967 ; en 1968 il reçut le premier prix du Concours de piano Olivier Messiaen, dans le cadre du festival d'art contemporain de Royan.
À cette époque, la famille Kars vivait dans un quartier ouvrier de Paris appelé quartier Alésia, dans un appartement si exigu que le piano et une petite baignoire (isolée par un rideau) furent installés dans une même chambre.
L'éducation de Jean-Rodolphe Kars fut celle d'un juif séculier ; en 1976, cependant, il se convertit au catholicisme après une rencontre avec une personnalité du Renouveau charismatique en Angleterre, rencontre organisée par sa sœur Hélène, convertie elle-même depuis une quinzaine d’années. Fin 1977, il est baptisé dans la basilique du Sacré-Cœur (Paris). En 1980 il entre dans la communauté catholique de l'Emmanuel. En 1981, il mit fin à sa carrière de pianiste concertiste et commence sa formation théologique en vue de la prêtrise. En 1986, il est ordonné prêtre, devenant le père Jean-Rodolphe Kars. Il est nommé chapelain aux sanctuaires de Paray-le-Monial, en Bourgogne.
Bien qu’ayant possédé un répertoire varié et éclectique, allant de Bach à Schönberg, Kars s’est ensuite spécialisé dans les œuvres d’Olivier Messiaen. Plus tard, en tant que prêtre, il donna aussi des conférences et écrivit des articles sur les aspects spirituels et théologiques de la musique du grand compositeur français. Ayant commencé à étudier la musique et les écrits de Messiaen dès 1966, Kars lui attribue un rôle important dans sa conversion finale au catholicisme et dans sa vocation de prêtre, et le considère comme son « premier père spirituel ».

## Discographie
- Vingt Regards sur l'Enfant-Jésus, Olivier Messiaen, récital de 1976, (enregistrement public) paru en CD. PCL 10134. 2017